# Antsenavolo
Antsenavolo è una città e comune del Madagascar situata nel distretto di Mananjary, regione di Vatovavy-Fitovinany. 
La popolazione del comune rilevata nel censimento 2001 era pari a 15 737 unità.